# Nyctiphantus
Nyctiphantus es una género de coleóptero de la familia Chrysomelidae.

## Especies
Este género incluye las siguientes especies:
- Nyctiphantus bergi (Semenov, 1906)
- Nyctiphantus bicoloripennis Medvedev, 2005
- Nyctiphantus costos Semenov, 1902
- Nyctiphantus hirtus (Weise, 1885)
- Nyctiphantus nocturnus (Semenov, 1891)